# Wurstebrot

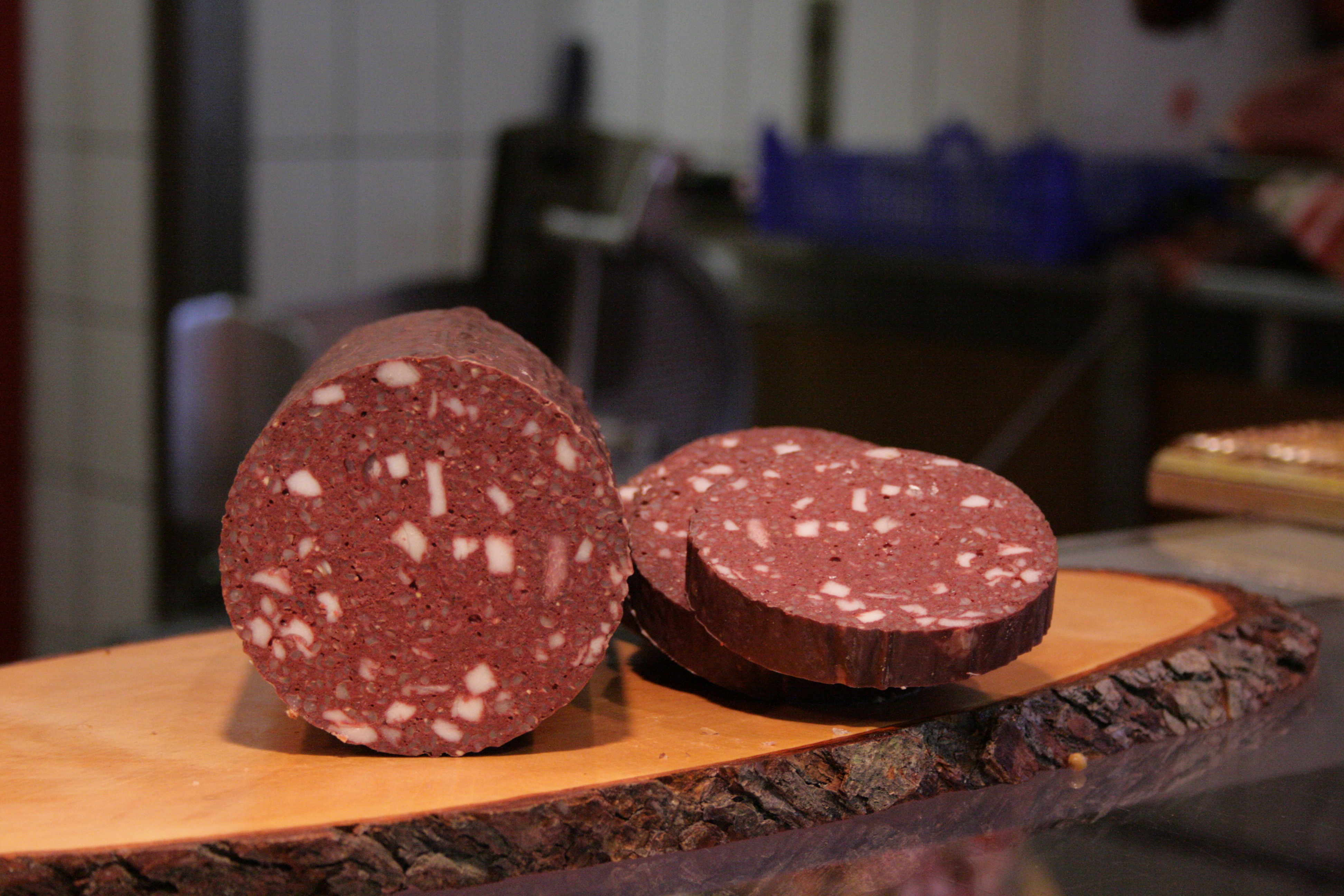
Wurstebrot cortado en rodajas para ser fritos (cadauna de ellas tiene un diámetro de 13 cm.

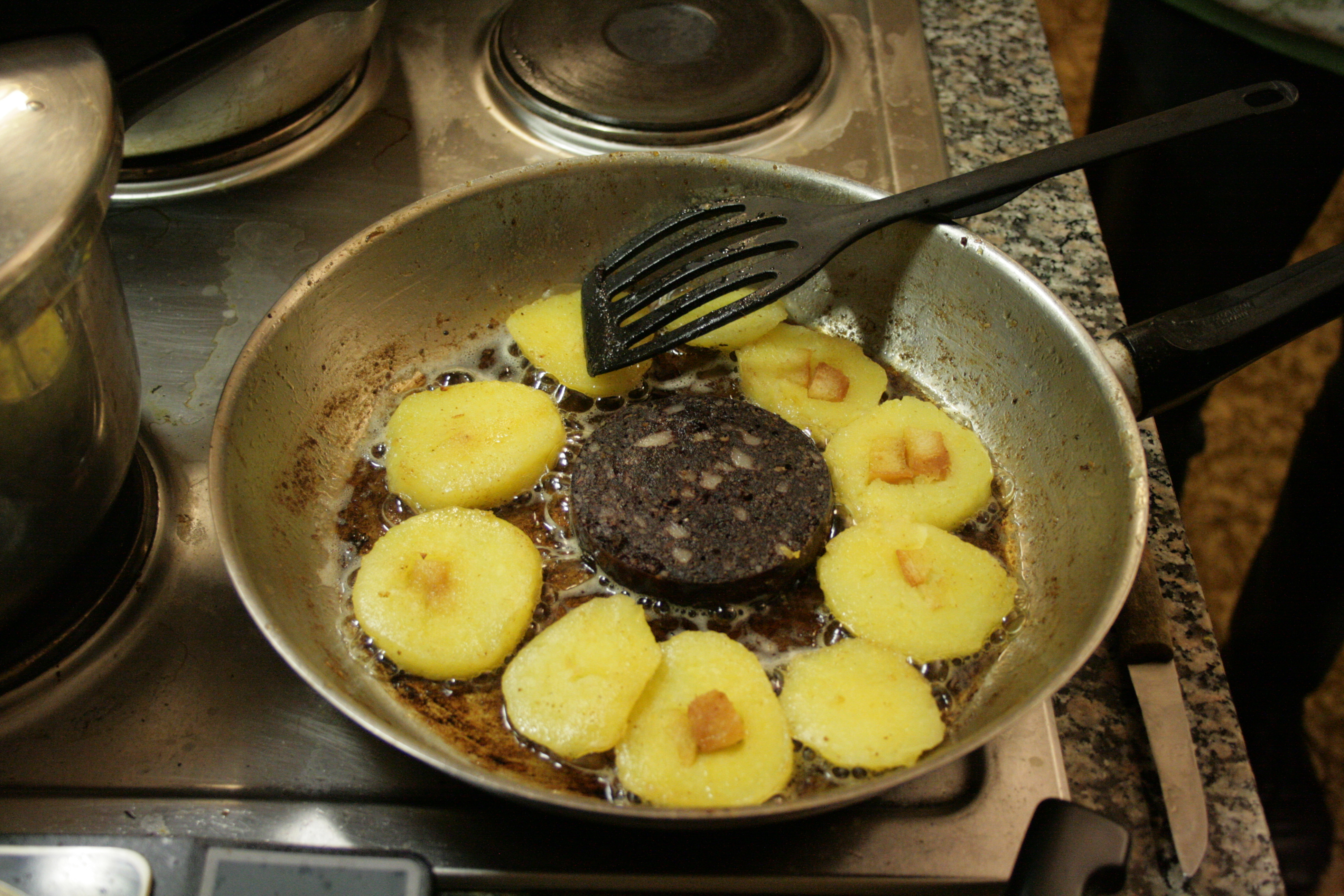
Wurstebrot friendo con unos Klöße rebanados (Se pueden ver insertados los pedacitos de pan al estilo Turingia).

Wurstebrot es una especie de salchicha elaborada con sangre de cerdo (similar a la morcilla) considerado plato tradicional de la cocina de Baja Sajonia y Westfalia (sobre todo en el Münsterland, Alemania). El Wurstebrot se suele cortar en rodajas de un grosor de uno a medio centímetro y se suele asar en una sartén con mantequilla junto con rebanadas de patata o Klöße. Se considera un plato humilde de gran contenido calórico que posiblemente formaba parte de la dieta de los campesinos de la región del Münsterland (denominados como "Breifresser") en sus épocas de matanza.

## Características
El Wurstebrot lleva carne y sangre de cerdo, speck (beicon) y corteza de tocino, granos de centeno y especias diversas (que suele ser el secreto de cada carnicero). El centeno en este embutido hace que cuando se fría en la sartén se aglutine y solidifiquen los ingredientes dando una consistencia similar al pan (recordando en textura y color al pan Pumpernickel), es muy posible que el nombre en alemán Wurst-brot (que se traduce como: Salchicha-pan) haga recordar esta característica. Las salchichas suelen ser de tamaño mediano llegando a alcanzar entre los 10 y 15 cm de diámetro.

## Servir
En las épocas en las que se hacía matanza del cerdo en Münsterland el Wurstebrot se cortaba en trozos pequeños y se hacía una especie de puré que se freía junto con tocino que se solía emplear como desayuno, a este plato lo denominaban "Wourstbrotssoppen". Hoy en día se suele servir de manera muy simple en los restaurantes de la zona, se vierte el contenido de la sartén en un plato y se come caliente. Se puede acompañar de mostaza, de rábanos o compota de manzana. Es frecuente a menudo un acompañamiento del Leberbrot (un embutido similar con hígado de cerdo).